# Harti Weirather
Hartmann »Harti« Weirather, avstrijski alpski smučar, * 25. januar 1958, Reutte, Tirolska, Avstrija.
Harti Weirather je nastopil na Zimskih olimpijskih igrah 1980 v Lake Placidu, kjer je zasedel deveto mesto v smuku. Na svetovnih prvenstvih je osvojil naslov svetovnega prvaka v smuku leta 1982 v Schladmingu. V svetovnem pokalu je v osmih sezonah osvojil šest zmag in sedemnajst uvrstitev na stopničke v smuku, v sezoni 1980/81 je osvojil smukaški mali kristalni globus, še dvakrat pa je bil v tej razvrstitvi tretji.
Poročen je z nekdanjo lihtenštajnsko alpsko smučarko Hanni Wenzel, tudi njuna hči Tina Weirather tekmuje v alpskem smučanju.

## Svetovni pokal

### Skupni seštevek
| Sezona  | Starost | Skupno | Slalom | Veleslalom | Superveleslalom | Smuk | Kombinacija |
| ------- | ------- | ------ | ------ | ---------- | --------------- | ---- | ----------- |
| 1978/79 | 21      | 53     | —      | —          | ni potekal      | 20   |             |
| 1979/80 | 22      | 15     | —      | —          | ni potekal      | 4    | —           |
| 1980/81 | 23      | 8      | —      | —          | ni potekal      | 1    | —           |
| 1981/82 | 24      | 10     | —      | —          | ni potekal      | 3    | —           |
| 1982/83 | 25      | 13     | —      | 24         | ni podeljeno    | 3    | 15          |
| 1983/84 | 26      | 27     | —      | —          | ni podeljeno    | 11   | —           |
| 1984/85 | 27      | 54     | —      | —          | ni podeljeno    | 17   | —           |
| 1985/86 | 28      | 83     | —      | —          | —               | 33   | —           |

### Posamične zmage
| Sezona  | Datum             | Prizorišče  | Disciplina |
| ------- | ----------------- | ----------- | ---------- |
| 1980/81 | 15. december 1980 | Val Gardena | Smuk       |
| 1980/81 | 31. januar 1981   | St. Anton   | Smuk       |
| 1980/81 | 6. marec 1981     | Aspen       | Smuk       |
| 1981/82 | 15. januar 1982   | Kitzbühel   | Smuk       |
| 1981/82 | 23. januar 1982   | Wengen      | Smuk       |
| 1982/83 | 5. december 1982  | Pontresina  | Smuk       |